# Recensement de Colombie de 1985
Le recensement de Colombie de 1985 est un recensement de la population lancé en 1985 à partir du 22 octobre dans la République de Colombie. La Colombie comptait alors 27 837 932 habitants.